# 増谷文雄
増谷 文雄（ますたに ふみお、1902年2月16日 - 1987年12月6日）は、日本の仏教学者・翻訳家。都留文科大学第3代学長。

## 経歴
出生から修学期
1902年、福岡県小倉市(現・北九州市小倉)で生まれた。第五高等学校を経て、東京帝国大学文学部宗教学科に進んだ。1925年に卒業。
仏教学研究者として
卒業後は、浜松高等工業学校で教職に就いた。その後、東京外国語大学教授となった。東京大学・立教大学・東京教育大学の各講師、大正大学教授などを務めた。1961年、学位論文『アーガマ資料による仏陀の生涯の研究』を東京大学に提出して文学博士の学位を取得。1969年1月10日、都留文科大学第3代学長に就いた。1971年4月に学長退任。
学界では、日本宗教学会会長、国際宗教研究所理事長を務めた。

## 研究内容・業績
専門は仏教学ならびに比較宗教学。原始仏教関係では、博士論文であった「アーガマ資料による佛伝の研究」から研究をスタートさせた。戦前に数冊、オックスフォード大学の宗教学者エストリン・カーペンター(1844～1927)の著作を訳しており、早くから宗教思想史・比較宗教学の視点から仏教論考・仏伝を研究していた。
著書『根本仏教の研究』、親鸞や道元研究では『正法眼蔵 訳注』が良く知られている。著訳書は新装版での再刊も含めると、約80冊以上刊行されており、著作の多くは角川書店で刊行された『増谷文雄著作集』(全12巻)にまとめられている。また、一般向けでNHKラジオ等で仏教に関する講義や、講演を積極的に行っていた。

## 著作
著作集
- 『増谷文雄著作集』全12巻、角川書店 1981-1982

1. 『東洋思想』
2. 『仏教とキリスト教』
3. 『仏陀時代』
4. 『根本仏教の研究』
5. 『仏陀の伝記 資料の研究』
6. 『仏陀の伝記 仏伝のこころみ』
7. 『仏教概論』
8. 『日本人の仏教』
9. 『宗教的随想』
10. 『親鸞』
11. 『道元』
12. 『近代の宗教的生活者』

- 『増谷文雄名著選』佼成出版社 2006

1. 『この人を見よ / ブッダ・ゴータマの生涯 / ブッダ・ゴータマの弟子たち』
2. 『親鸞の生涯 / 歎異抄 / 親鸞の思想』

著書
- 『仏教百話』筑摩書房 新書判 1962／ちくま文庫 1985
- 『この人を見よ：ブッダ・ゴータマの生涯』講談社 1965
  - 所収 (増谷文雄名著選 1) 佼成出版社 2006
- 『仏教とキリスト教の比較研究』筑摩叢書 1968、新版 1985
- 『親鸞集』(日本の思想 3) 編・訳注、筑摩書房 1969
  - 改題新版『親鸞』筑摩書房(日本の仏教思想) 1985
- 『歎異抄』筑摩叢書 1968／ちくま学芸文庫 1993
  - 所収 (増谷文雄名著選 2) 佼成出版社 2006
- 『原初経典 阿含経』筑摩書房「私の古典」 1970
  - 改題新版『根本仏教 阿含経典講義』筑摩書房 1980
- 『阿含経典』(全6巻) 筑摩書房 1987／ちくま学芸文庫(全3巻) 2012
- 『「阿含経典」を読む』(全4巻) 角川書店 1985
- 『阿含経典による仏教の根本聖典』大蔵出版 1983、新版 1993
- 『無量寿経講話』講談社学術文庫 2002
- 『正法眼蔵』(全8巻) 角川書店／講談社学術文庫 2004-2005
- 『根本仏教と大乗仏教』佼成出版社 1989
  - 改題新版『仏教講義 根本仏教と大乗仏教の会通を語る』2005
- 『仏陀：その生涯と思想』角川書店(角川新書) 1956／角川書店(角川選書 18) 1969、増訂版 1971、1988年
- 『仏陀のことば』角川選書 1971、新装版 1988年
- 『日本人の仏教』角川選書 1981
- 『現代仏教入門』角川選書 1980
- 『仏祖正伝の道：正法眼蔵〈道元〉』(日本の仏教 10) 筑摩書房 1967
- 『智慧と愛のことば・阿含経』(現代人の仏教 1) 筑摩書房 1965
- 『仏教概論』(現代人の仏教 12) 筑摩書房 1966
- 『釈尊のさとり』講談社学術文庫 1979[5]
- 『友情について』講談社現代新書 1974
- 『業と宿業 新しい自己の発見のために』講談社現代新書 1979
- 『新しい仏教のこころ：わたしの仏教概論』講談社現代新書 1978

共編著
- 『知恵と慈悲 ブッダ 仏教の思想 1』梅原猛共著、角川書店／角川ソフィア文庫 1996
- 『絶望と歓喜 親鸞 仏教の思想 10』 梅原猛共著、角川書店／角川ソフィア文庫 1996
- 『仏教日常辞典』金岡秀友共編著、太陽出版 1994、新装版 2004

論文
- INBUDS>増谷文雄

## 参考資料
- 荒木稔惠『西洋からの仏教を耕した人 明治維新と宗教、そして増谷文雄博士』（風濤社、2004年）。関係者による評伝
- 在家仏教協会